# لين كلارك (مجدفة)
لين كلارك (بالإنجليزية: Linda Clark) هي مجدفة بريطانية، ولدت في 1 نوفمبر عام 1949.

## وصلات خارجية
- لين كلارك على موقع الاتحاد الدولي للتجديف (الإنجليزية)
- لين كلارك على موقع اللجنة الأولمبية الدولية (الإنجليزية)
- لين كلارك على موقع أوليمبيديا (الإنجليزية)